# Accademia Bizantina
La Accademia Bizantina es un conjunto especializado en la interpretación del repertorio musical de los siglos XVII y XVIII, incluyendo también el repertorio de Monteverdi y los de algunos compositores de finales del renacimiento.

## Historia
Formado y establecido en Rávena en 1983, el grupo utiliza instrumentos originales de época, y sigue la filosofía de la interpretación filológica de la música escogida. La Accademia Bizantina se formó con la intención de hacer música «como un gran cuarteto de cuerdas», con igual dedicación, participación, y satisfacción colectiva. Con este enfoque de “cámara” que practica hoy al igual que entonces, el grupo está enteramente dirigido por sus miembros, que son quienes deciden los objetivos y las directrices. En cada fase de su labor, el propósito colectivo es el de combinar la filología y el análisis del empleo de los instrumentos originales con un cuidadoso y respetuoso estudio de la partitura, como en la más noble tradición de la música de cámara italiana. El hecho de concentrarse en los siglos XVII y XVIII les ha permitido profundizar en un estilo interpretativo coherente con la estética musical barroca, sin por ello renunciar a la extraordinaria variedad de horizontes que se despliega entre Monteverdi y Spontini.
El conjunto ha recibido la ayuda y el apoyo de grandes figuras musicales, como Jörg Demus, Carlo Chiarappa, Riccardo Muti y Luciano Berio, y está dirigido, desde 1996, por Ottavio Dantone, que también ha desempeñado el papel de clavecinista. Desde 1996 hasta el 2012, Stefano Montanari ha sido el concertino del grupo. La disciplina y el refinamiento de Dantone, la energía e inspiración de Montanari, el entusiasmo y la cooperación por parte de cada instrumentista, todos acoplados como en un mosaico bizantino, colocan la Accademia Bizantina entre los conjuntos de música antigua más refinados que hay en el escenario internacional. 
Actualmente, los miembros más frecuentes de la formación son: Alessandro Tampieri (concertino) y la chilena Ana Liz Ojeda con los violines barrocos, Diego Mecca con la viola, Stefano Demicheli con el órgano positivo, Tiziano Bagnati con el archilaúd, Dantone al clave, Alessandro Palmeri y Paolo Ballanti con los violonchelos barrocos, y Nicola Dal Maso con el contrabajo barroco.
Entre las colaboraciones más destacadas con el grupo se encuentran las de Viktóriya Mulova y Giuliano Carmignola, que han desembocado en importantes proyectos de grabación con los sellos Onyx y Deutsche Grammophon.
Además, la Accademia Bizantina ha hecho muchas grabaciones con Decca, L'Oiseau-lyre, Harmonia Mundi, Naïve, Arts, Denon y Amadeus, muchas de las cuales han recibido premios como Diapason d'Or y Midem, y han sido emitidas en vivo interpretaciones suyas por Radio France, Rai Radio 3, RSI y WDR. La grabación del disco Purcell-O Solitude, con Andreas Scholl y Christophe Dumaux, supuso para la Accademia Bizantina la primera candidatura a los Grammy Music Awards en diciembre del 2011.
En el curso de los años, ha alcanzado un considerable éxito de crítica por el rigor de sus ejecuciones, y su constante participación en los festivales más importantes de Europa, que dan testimonio de la importancia y la reputación del grupo. Salzburgo, Rávena, Holstein y Lucerna se encuentran entre los más prestigiosos festivales en los que frecuentemente han participado.
Relevante es también su actividad de concierto que lleva al grupo a realizar giras de largo recorrido en Europa, Estados Unidos y Japón.
Han interpretado y grabado importantes obras como La reina de las hadas de Purcell, Il cimento dell'armonia e dell'inventione de Vivaldi, Stabat Mater de Pergolesi, y otras de Alessandro Scarlatti, Benedetto Marcello, J. S. Bach, Albinoni, Platti, Porpora, Galuppi, Frescobaldi, Marini, Merula, Castello, Trabaci y Falconiero.
La obra para violín de Corelli protagonizada por el concertino Stefano Montanari con las variaciones escritas por Dantone, grabada por el sello Arts, recibió el premio Diapason d'Or de noviembre del 2005. Para el sello Naïve, han grabado la ópera Tito Manlio de Vivaldi (2004), In furore, Laudate pueri e concerti sacri, de Vivaldi, con Sandrine Piau (2006), Arie Ritrovate de Vivaldi con Sonia Prina (2007). Con el sello L'Oiseau-Lyre han publicado: J.S. Bach: I Concerti per Clavicembalo e Archi (2008); Händel: Concerti per Organo e Concerti Grossi (2009); y Haydn: Violino, Clavicembalo e Orchestra (2009).
En 1999, con la histórica interpretación del Giulio Sabino de Sarti en Rávena, la Accademia Bizantina debutó en el campo de la ópera, que se ha convertido en uno de sus principales. Han interpretado Orlando de Händel y las tres óperas de Monteverdi conservadas.
En el Festival de Jesi, desde sus inicios, la colaboración con Francesco Degrada les ha permitido abordar las obras maestras de Pergolesi, como La olimpiada, Il Flaminio, Adriano en Siria y El hermano enamorado.
La Accademia ha participado en su región de la Emilia-Romaña en iniciativas para promover la cultura, como la institución del Festival de Música Sacra Creator en Faenza, la fundación del Coro de la Accademia y el proyecto de una escuela de música antigua.

## Discografía
- 1991 - Franz Schubert: Konzertstück, Polonaise, Rondo, con Carlo Chiarappa[9] (Europa Musica).
- 1995 - Ottorino Respighi: Antiche danze ed arie per liuto, III Suite[28] con Carlo Chiarappa[9] (Denon).
- 2000 - Antonio Vivaldi: Il Cimento dell'Armonia e dell'Invenzione: (ARTS,[14] 2 CD).
- 2000 - Giuseppe Sarti: Giulio Sabino (Bongiovanni).[29]
- 2001 - Alessandro Scarlatti: Concerti grossi.[30] Cello sonatas (ARTS).
- 2001 - Settencetto Veneziano[31] (ARTS).
- 2002 - Antonio Vivaldi: L'Estro Armonico (ARTS, 2 CD).
- 2003 - Henry Purcell: The Fairy Queen, con las New English Voices (ARTS).
- 2003 - Arcadia:[32] con Andreas Scholl (Decca).
- 2004 - Alessandro Scarlatti: Il Giardino di Rose[33] (Decca).
- 2005 - Arcangelo Corelli: Violin Sonatas op. 5[34] (ARTS, 2 CD).
- 2005 - Seicento Italiano[35] (ARTS).
- 2005 - Arias for Senesino: con Andreas Scholl (Decca).
- 2006 - Antonio Vivaldi: In furore,[19] Laudate pueri[20] e concerti sacri, con Sandrine Piau (Naïve) - Disco ganador del MIDEM Classical Awards 2007 (en la modalidad de música barroca).
- 2006 - Antonio Vivaldi: Tito Manlio (Naïve).
- 2007 - Georg Friedrich Händel: Il duello amoroso,[36] con Andreas Scholl (Harmonia Mundi).
- 2008 - Johann Sebastian Bach: Harpsichord Concertos (Decca L'Oiseau Lyre).
- 2009 - Georg Friedrich Händel: Organ Concertos, op. 4[23] (Decca L'Oiseau Lyre).
- 2010 - Franz Joseph Haydn: Concertos for Harpsichord & Violin[37] (Decca L'Oiseau Lyre).
- 2010 - Henry Purcell: O solitude,[15] con Andreas Scholl (Decca).
- 2011 - Johann Sebastian Bach: Sinfonia[38] (Decca).
- 2012 - Antonio Vivaldi: Con moto,[39] con Giuliano Carmignola (Archiv Produktion).
- 2014 - Antonio Vivaldi, L'incoronazione di Dario (Naïve)
- 2015 - Joseph Haydn: Sinf. n. 78, 79, 80 y 81 - Dantone/Accademia Bizantina, 2015 Decca.
- 2018 - Antonio Vivaldi, Il Giustino (Naïve)
- 2020 - Antonio Vivaldi, Il Tamerlano (Naïve)
- 2020 - Georg Friedrich Händel, Rinaldo (HDB Sonus)
- 2022 - Georg Friedrich Händel, Serse (HDB Sonus)
- 2022 – Georg Friedrich Händel, Concerti Grossi Op. 6 (HDB Sonus)
- 2022 – Georg Friedrich Händel, Concerti Grossi Op. 3 (HDB Sonus)
- 2023 – Arcangelo Corelli, Concerti Grossi Op. 6 (HDB Sonus)
- 2024 – Francesco Geminiani, Concerti Grossi Op. 3 (HDB Sonus)